# 佐藤泰春
佐藤 泰春（さとう やすはる、1934年 - 2020年）は、日本の実業家、万平ホテル元代表取締役会長、元社長、顧問。軽井沢エフエム創業者、元名誉会長、元会長、元社長。
長野大学客員教授、社団法人日本旅行業協会(JATA)理事、社団法人全国旅行業協会(ANTA)理事、社団法人日本ホテル協会顧問。

## 人物・経歴

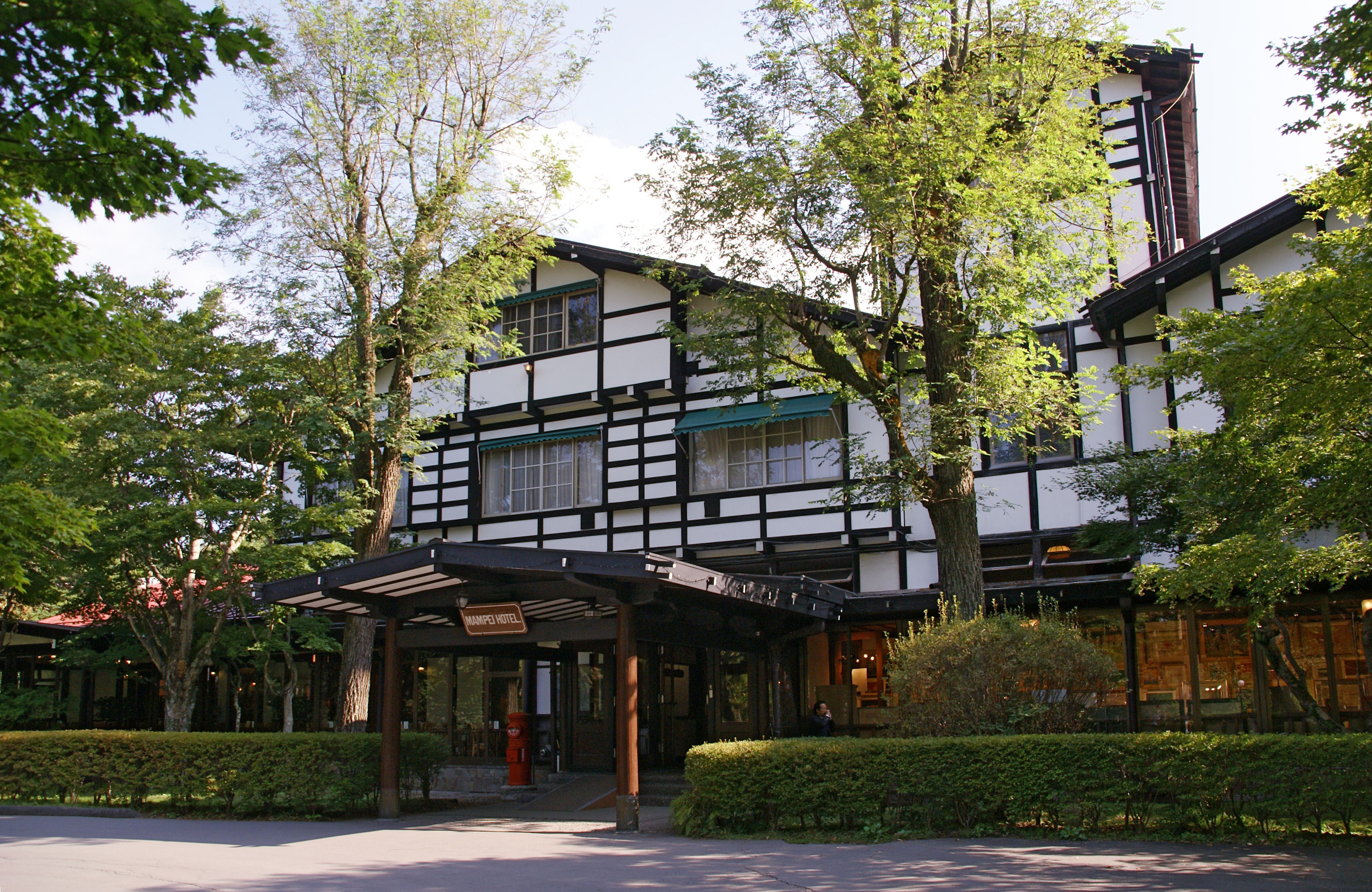
万平ホテル（軽井沢）

1934年、愛知県生まれ。曾祖父は日本のクラシックホテルの一つである軽井沢の万平ホテル創業者の佐藤万平（初代）、祖父は初代万平の一人娘である「よし」の婿養子となった佐藤国三郎（2代目万平、アレクサンダー・クロフト・ショーの聖公会神学校〈立教大学の姉妹校〉出身）、父は名古屋万平ホテルの支配人を務め、ホテル家業の環境の中で育った。
国民学校（小学）4年生の時、東京大空襲で住む家を無くし、旧軽井沢の古い別荘に疎開したのが、軽井沢に住むようになった始まりであった。戦時中、万平ホテルはドイツやロシアの人々を収容する施設であったこともあり、外国人と交流する機会は少なくなかった。戦後になると、軽井沢の西洋人向き住宅施設は米軍に接収され、街中に英語が飛び交う状況となり、幼い頃より世界へ目を向ける契機となった。
立教大学経済学部経営学科（現・経営学部）へ入学。当時日本で唯一ホテル経営講座があったため進学を決めた
。
1957年3月、大学卒業後、米国ニューヨーク州のコーネル大学ホテル経営学部で2年間、経営や実務を学ぶ。3ヶ月もある夏休みの間は、自ら頼み込んでウェストバージニア州のホテルで研修アルバイトを行った。ホテルとは云えども、ホテル内に鉄道や飛行場、ゴルフ場など全てが敷地内にあるという日本のホテルとは桁違いの規模であったが、研修生のための座学講座も行われていた。
米国コーネル大学ホテル学部を修了後、ビザを再取得して米国へまた行くつもりであったが、父が急逝したため、1965年、万平ホテルへ入社することとなった。　
万平ホテルでは、営業部長、常務取締役、専務取締役、代表取締役社長、会長、顧問を歴任。　

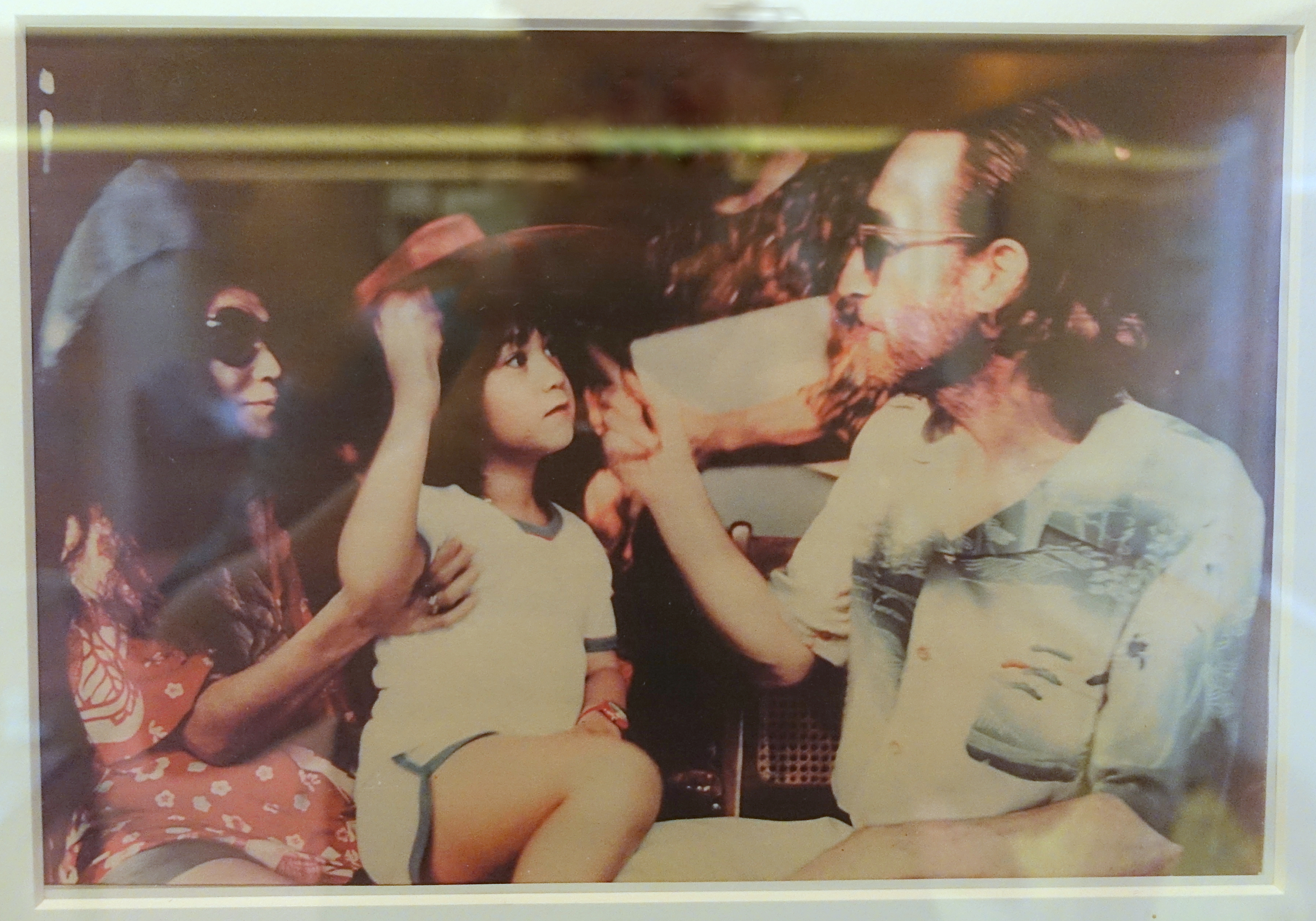
万平ホテル（軽井沢）に滞在するジョン・レノン（オノ・ヨーコとショーンとともに）

万平ホテルはジョン・レノンが滞在したホテルとしても知られており、今でもホテルにはジョンが書いたレジスターカードが残る。ホテルに滞在するようになったきっかけは、佐藤がオノ・ヨーコの母親と知り合いであったためであった。また、佐藤はジョン・レノンとドライブしたホテルマンでもある。
2001年、佐藤は、「軽井沢のすべてをここ（旧軽井沢）から発信したい」との考えから、軽井沢エフエムを創業。英国聖公会の宣教師のA・C・ショーから始まる軽井沢の避暑地の歴史は、若い世代にはあまり知られていないと考え、先人たちがさまざまな努力をして紡いできた百数十年の歴史を、観光客はもちろんのこと、地元民にも放送を通じて知ってもらいたいと経営者として運営に尽力した。軽井沢エフエムでも、社長、会長を歴任し、名誉会長も務めた。
2007年、国土交通大臣表彰を受賞。2008年、旭日小綬章を受賞。
2009年には、長野大学客員教授に就任し、「教科書のない業界での53年にわたる経験をいかして、ホスピタリティを学生に伝えていきたい」との思いのもと、学生たちに授業を行い、「観光マーケティング論」や「観光と地域ビジネス」などの講義を受け持った。また、1992年には、母校である立教大学のホテル観光クラブ会長も務めた。
愛犬家でもあり、2014年には嬬恋の自宅で25頭の犬たちと暮らしていたが、この犬のほとんどは旧軽井沢に住んでいた頃に、近くで捨てられていた犬たちを拾ったものだった。多い時には40頭ほどいたが、さすがに別荘地である旧軽井沢では飼えなくなり、嬬恋に広い敷地を購入し引っ越した上での暮らしであった。